# Rhododendron aberconwayi
Rhododendron aberconwayi är en ljungväxtart som beskrevs av John Macqueen Cowan. Rhododendron aberconwayi ingår i släktet rododendron, och familjen ljungväxter. Inga underarter finns listade i Catalogue of Life.